# 亞馬遜百合 (ONE PIECE)
亞馬遜百合是漫畫《ONE PIECE》裡虛構的島嶼。

## 創作概念
作者尾田榮一郎表示，在創作本篇的時候关于亞馬遜女傑族，建築物及風景等都參照了中國。島上人物（例如：漢考克）的衣著不少也加入了旗袍的造型。
此外，為百合花的一個品種；而島上人物的名字，亦大多與植物或花卉相關。

## 島嶼概要
又名「女兒島」，顧名思義是一座只有女性居住的島嶼。島上住著名為「九蛇」的女系戰鬥民族，她們在島上建立國家，現任皇帝為「海賊女帝」波雅·漢考克。島嶼名字取自于西游记里的女儿国。

### 地理
- 與世隔絕

亞馬遜百合位處於「無風帶」，不受任何風暴氣候影響；但由於島的周圍滿佈龐大海王類的巢穴，一般航海者都不能貿然進出，這使該島居民能與外界隔絕及不受外間騷擾。然而，本作主角蒙其·D·魯夫卻因巴索羅繆·大熊使用果實能力，令他僅花費兩天時間，便無礙地從航程至少一星期以上的香波地諸島「飛」到女兒島上。但也因為女人島與外界隔絕的緣故，要弄到報紙等外界資訊非常不容易，島上大多的居民並不知道外海有「惡魔果實」這種東西的存在，也因此讓她們盲目的相信蛇髮魔女三姐妹的惡魔果實能力是打倒「蛇髮魔女」的最強證明。
九蛇海賊團擁有一艘由名叫「遊蛇」的兇猛毒海蛇所牽引的海賊船，所以可不受海王類攻擊而自由進出；而整個亞馬遜百合就只有這麼一艘船。然而，海軍透過新發明的「海樓石」技術，讓海王類感受不到軍艦的存在，亦能使軍艦靠近女兒島。過去世界政府與九蛇之間存在協定，故此海軍被禁止侵入距離女兒島海岸3公里的範圍。由於亞馬遜百合對海軍的天然屏障已蕩然無存，她們的領袖波雅·漢考克有必要與世界政府合作，保住「王下七武海」的名函以保護島上族人；但世界政府已廢除王下七武海制度，目前包括克比上校在內的海軍艦隊已經包圍了九蛇島，持續幾周後，在海軍後方突然遭到四皇黑鬍子海賊團來襲，但據嘉蘭百合所言，這是首次有男人入侵到亞馬遜百合島內，並且城市也受到嚴重損毀。

### 文化
- 民族

島上的居民為女性戰鬥民族「九蛇族」。她們與生俱來就被當成戰士培育，一肩扛起所有家計和勞力，所以多數體格強壯，性格豪邁，信奉「強悍等於美麗」。這些九蛇女性的名字，都是她們的母親懷著「希望她們成長成這個樣子」的希望，而替她們取了花朵的名字。多數居民都會豢養一條蛇，能依據主人的意識隨意變換成任何武器（例如：弓弩）。另外，島上居民普遍懂得運用霸氣，護國戰士及九蛇海賊船員甚至能靈活運用霸氣，例如將霸氣纏在箭上，使其威力能夠輕易射穿石牆。
島上有着數百年前「男人禁令」的絕對規範，男人一旦進入此地，下場就是被消滅。有時候，島上居民會到外海去，然後懷著孩子回來，但生下來的只會是女孩子。但是現任皇帝暨王下七武海波雅·漢考克曾在「頂上戰爭」落幕後，特地破例通融托拉法爾加·D·瓦特爾·羅的旗下海賊團短暫駐留岸邊，為魯夫和吉貝爾進行急救。
九蛇島皇帝有專屬的特殊交通工具「猿女車」，專門在皇帝出巡和回到九蛇島宮殿時，讓體態健壯的猿女負責運送皇帝來往九蛇島內各個區域。此處的皇帝幾乎每一任都會患上相思病，嚴重者會致死；原因是思念著對方卻見不到的痛苦漸漸會讓人變得衰弱，然後被自己的思念壓垮，上一代皇帝即是因此而死。
- 名產

拱佐洛拉乳酪海王類管麵：以「拱佐洛拉乳酪」和「海王類」的肉製作的食物，是島上的名產。
- 貨幣

島上流通的貨幣稱作「蛇髮」，與「貝里」的兌換率不詳。
- 建築樣式

島嶼周邊的叢林和高山像要塞一樣團團圍住，村子和城堡便建在峭壁及中央低谷之地。島上建築有着十足的中國風味。建筑风格参考自中国山西的悬空寺。
- 著名地標

九蛇城：亞馬遜百合的皇帝居住的地方，位於村子的最高處。城內駐有很多服侍皇帝的人，但每當波雅·漢考克（現任皇帝）要洗澡時，所有的人都要馬上離開；兩個時辰內嚴禁任何人進城。這習慣建基於族中一個傳說－ 漢考克和另外兩個妹妹曾在一次冒險中，打倒了中樞之海的怪物蛇髮魔女「戈耳工」，但三人也因此受到詛咒，背上長出了巨大的「眼睛」。一旦她們脫下衣服露出「眼睛」，附近的人都會被石化死掉；故族人相信，「女帝」三姊妹在洗澡時擺下護陣禁止入城，是保護族人的舉措。供「女帝」洗澡的浴場設於九蛇城天守閣的最上方。
鬥技台：位於「九蛇城」下方的一個鬥技場地。圓形的鬥技台有三層，設計有如中國古代的祭壇；觀眾席團團圍住中央的鬥技台，之間有一道滿佈尖刀的深溝。供「女帝」觀戰的專座則設於鬥技台正面，一座數層高的塔樓上，後方有一幅寫有字的巨型背幕。平時，鬥技台會舉辦戰士們的武鬥比賽，賽事會接受觀眾投注。而將處死刑的犯人亦會被押送至此，行刑方法是犯人與巨型黑豹芭秋菈戰鬥，直到戰死及被吃掉為止。另一個會在鬥技台施行的極刑名為「武武」，犯人需同時與「蛇姬」的兩個妹妹戰鬥，直到戰死。
叢林：位於村子和高山外圍的森林，戰士們會在此狩獵和採集水果。叢林內長有各種奇異的動植物。参考自亚马逊雨林。
牢獄：囚禁犯人的地方，設計是中國式的瓦頂建築，屋頂上有寫著字樣的橫匾。牢獄的管理屬開放式，一般平民也可自由與囚室內的犯人接觸。初被發現的魯夫曾因「擅闖女兒島」罪名被囚禁在此。
港口：只有九蛇海賊團的海賊船會停泊和出入的港口，外圍設有一道圓形大閘，上面畫有九蛇海賊團的標誌。
岩場灣岸：位於女兒島的邊陲，沒有任何港口設施。但為了方便托拉法爾加·羅照顧在「大事件」中受重創的魯夫，漢考克開了「緊急特例」讓只有男人的「哈特海賊團」的潛水艇停泊在此；為防止海賊闖進島內，她們特地架起了屏風作阻擋（動畫版中，紅心海賊團的潛水艇不但曾駛入港口，他們在灣岸停泊時更有護國戰士親身派發食物給他們）。另外，獨力靠游泳橫越「無風帶」的席爾巴斯·雷利也在此處上岸。

## 角色列表

### 歷代皇帝
波雅·漢考克（Boa Hancock）
聲優：三石琴乃、伊藤加奈惠〈童年〉（日本）；錢欣郁（台灣）；鄭家蕙（香港）
年齡：29歲→31歲，生日：9月2日，星座：處女座，身高：191公分，血型：S型，出身地：亞馬遜•百合，喜歡的食物：火鍋，霸氣：見聞色、武裝色、霸王色。
亞馬遜百合的現任皇帝，兼九蛇海賊團船長。蛇髮魔女三姐妹的老大，前任「王下七武海」成員，別名「蛇姬」、「海賊女帝」。懸賞金額：8,000萬貝里（任命七武海前）→16億5,900萬貝里（和之國事件後）。
嘉蘭百合（Gloriosa）
聲優（老年）：真山亞子（日本）；汪世瑋→詹雅菁（台灣）
聲優（青年）：木下紗華（日本）；許淑嬪（台灣）
生日：2月4日，星座：水瓶座，出身地：亞馬遜•百合。
現在通稱「紐婆婆」（Nyon）。亞馬遜百合初代皇帝，兼九蛇海賊團前前前任船長，前洛克斯海賊團成員。特徵是比常人還要矮小的身高，白色的波浪髮，左邊髮際插著一朵花，身邊寵養的蛇捲曲成手杖，族人和她對話的時候都必須低頭看著地面，魯夫稱呼她「豆子婆婆」。年輕時則是體態窈窕的美人。
曾任九蛇海賊團的船長，但人氣不如身為副船長的夏克雅克。喜歡羅渣，但羅渣只喜歡夏克雅克。後來因患上相思病而把九蛇海賊團船長和亞馬遜百合皇帝交由夏克雅克接任。之後加入洛克斯海賊團。
為了彌補在位時的過錯（為了追求愛情出海），以及尊重現任皇帝的緣故，現在獨自低調的居住在村子的一隅。她知道因為女人島位在「無風帶」的關係，消息得來不易，很容易和外界失聯，所以珍惜每一份報紙、總是關心世界情勢的變化，可以說是扮演著漢考克的國師角色，給身為「七武海」的「蛇姬」適當的建議。她曾勸說漢考克嚮應「中樞」的召集，以繼續守住九蛇與政府之間的協定；並預言如果失去「王下七武海」的稱號，這個國家將變回一個平凡的海賊國家，終日受著海軍的侵略。但漢考克卻以「即使造成國家滅亡，也會得到大家的原諒，因為我太美了」為由拒絕了，並將她拋出九蛇城外。
具有先代統治者的睿智、謀略和高瞻遠矚，即使年歲已高，身手仍然矯健，仍具有九蛇戰士的體魄，可以一招制服奔跑中的魯夫，從高處被蛇姬拋落窗檯還是穩如泰山。
她將蛇姬三姐妹視如己出，多年前三姐妹逃出馬力喬亞時，曾和莎古亞古及雷利合作，引導迷路的她們回到島上。「頂點戰爭」結束後，漢考克因為得悉魯夫終於脫離昏迷狀態，不顧一切地命令僕人準備食物，欲親自為魯夫送菜，嘉蘭百合因而急切地制止漢考克做出違背九蛇島體統的舉動。
名字源自英語，意即嘉蘭百合（花名）。
夏克雅克（Shakuyaku）
聲優：鶴弘美〈第392～518話〉→淺野真澄〈第870話～至今〉（日本）；許淑嬪（台灣）
亞馬遜百合第二代皇帝，兼九蛇海賊團的前前任船長（嘉蘭百合船長時期為副船長），別名「夏姬（Shakky）」。現居住在夏波帝諸島，擔任「夏姬的敲竹槓BAR」老闆娘，與雷利一起生活。
火把蓮（Toritoma，托莉托瑪）
亞馬遜百合第三代皇帝，兼九蛇海賊團的前任船長。在位時寬恕了嘉蘭百合自行出海的作為。已故，死於相思病。
名字源自火把蓮。

### 九蛇海賊團
由「海賊女帝」波雅·漢考克所率領的海賊團，船員都是從九蛇族中精挑細選出來的精英戰士，實力很強且皆會使用霸氣。旗幟為被外型像太陽的九條蛇包覆的骷髏頭；海賊船名「芳香遊蛇號」，是由兩條巨大「遊蛇」拖行前進的大船，遊蛇是一種兇猛又巨大的的毒海蛇，讓海獸不敢靠近，因此船隻可自由進出「無風帶」與「偉大的航路」，九蛇的芳香遊蛇號是歷史上最早可以自由進出無風帶的船隻也是唯一可以自由進出的海賊船。九蛇的名聲可說是赫赫有名，遠播四海及偉大的航路，據悉每次遠征都很少看到成功活著的男人，而商人或海賊一看到九蛇的旗幟都會被其可怕的威懾力嚇得拔腿就跑。因為船長是前「王下七武海」的關係，海軍方面不會過問海賊團的掠奪行為，而海賊團亦通常因船長的美貌和果實能力而掠奪不少寶物。
蛇髮魔女三姐妹為亞馬遜百合的最高領導人。因族中的傳說（見「九蛇城」介紹）而被冠以「戈耳工三姐妹」的尊稱。然而，傳說背後卻隱藏著一段不可告人的秘密。17年前，12歲的波雅·漢考克與兩個妹妹在九蛇的海賊船上被人口販子捉走，並且賣給「世界貴族」天龍人當奴隸，三姐妹自此過著數年不堪回憶的可怕日子。她們的背部被烙下象徵奴隸的「飛天龍之蹄」，還被強逼吃下惡魔果實供貴族取樂。直至四年後，她們才被魚人冒險家費雪·泰格所救，並在紐婆婆的協助下回到亞馬遜百合。三姐妹對這段過去（尤其是背部的烙印）十分忌憚，並認為如果讓族人知道的話，她們將無法再在島上立足，所以即使要欺騙整個國家（「戈耳工」的傳說，以及惡魔果實能力是魔女的詛咒等），她們也在所不惜。事實上，九蛇族人都十分仰慕和敬重她們三姐妹，當中以波雅·漢考克最為受敬仰。所有族人都認為她強悍、高尚，也是最美麗的人，因此尊稱她為「蛇姬」大人。
波雅·桑塔索妮雅（Boa Sandersonia）
聲優：齋藤千和、金田朋子〈幼年時期〉（日本）；許淑嬪（台灣）；陳雪瑩（香港）
年齡：28歲→30歲，生日：9月3日，星座：處女座，身高：453公分，血型：S型，出身地：亞馬遜•百合，喜歡的食物：小籠包，霸氣：見聞色、武裝色。
九蛇海賊團戰鬥員，蛇髮魔女三姐妹老二。懸賞金額：4,000萬貝里（在漢考克成為七武海前→恢復懸賞）。
特徵是一頭綠色長髮，以及足足比身體大一倍的頭部。寵物是黑豹芭秋菈。年幼時期的桑塔索妮雅曾在前傳零話裡短暫登場。在淪為奴隸的期間，桑塔索妮雅因為天龍人的一時興起，被迫吃下惡魔果實而成為能力者。當時的淒慘記憶變成心靈創傷，症狀在三姐妹當中特別嚴重。身為強悍高傲的戰士，與漢考克同樣受到島民們崇拜景仰。
動物系「蛇蛇果實 蟒蛇型態」能力者蟒蛇人，能變成蟒蛇，蟒蛇的身體可以纏住對手，再利用強大的勁力絞殺。施展出能力後，身體會像蛇一樣長，髮量也會增加好幾倍！伸長的頭髮會變成蛇的模樣攻擊敵人，威力強大到可以輕易咬碎石造競技場！其莊嚴模樣正是島民們的崇拜象徵。特別擅長霸氣當中的「見聞色」，發動「二檔」前的魯夫的所有攻擊都可以看穿並閃躲掉！
魯夫誤闖女人島，以及用無禮言語冒犯漢考克，被下令處以「武武」極刑；她與妹妹瑪莉哥德因而被派上鬥技場對魯夫公開處刑。戰鬥初期，兩姐妹憑著霸氣和惡魔果實能力佔得壓倒性優勢；桑塔索妮雅多次以見聞色霸氣預視魯夫的下一步動作，使他陷於苦戰；後來她還用尾巴捲起了被「石化」的雛菊，試圖摔碎她來威懾魯夫，可是此舉卻激發他展現出「霸王色霸氣」。此後，魯夫使出了「二檔」令桑塔索妮雅無法再防範他的動作，更被他以「橡膠JET槍亂打」擊敗，最後撞向瑪莉哥德時，被瑪莉哥德的火焰蛇神波及，而燒著她的頭髮和衣服；就在她快要在群眾面前露出背部烙印之際，魯夫攀附到她的背後，以身體掩蓋她的背部；魯夫此舉令三姐妹深深感動。
「頂點戰爭」結束兩年後，桑塔索妮雅陪同姊妹們和雛菊為魯夫辭行。
名字「桑塔索妮雅」源自英語，意即宮燈百合（花名）。形象参考自戈尔贡三姐妹里的二姐尤瑞艾莉和亚马逊女王彭忒西勒亚。

波雅·瑪莉哥德（Boa Marigold）
聲優：齊藤貴美子、佐藤聰美〈幼年時期〉（日本）；汪世瑋／連婉鈞／詹雅菁（台灣）；朱碧怡（香港）
年齡：26歲→28歲，生日：9月5日，身高：432公分，星座：處女座，血型：S型，出身地：亞馬遜•百合，喜歡的食物：燉海王類，霸氣：見聞色、武裝色。
九蛇海賊團戰鬥員，蛇髮魔女三姐妹老三。懸賞金額：4,000萬貝里（在漢考克成為七武海前→恢復懸賞）。
特徵是一頭橘髮，以及肥胖的身形。原本擁有不亞於兩名姊姊的美貌，據作者尾田榮一郎表示，她在脫離天龍人的控制後，為了變強而不斷吃相撲火鍋兼練肌肉，所以和她以前苗條的樣子完全不同。使用武器為關刀，寵物是鷹。年幼時期的瑪莉哥德曾在前傳零話裡短暫登場。在淪為奴隸的期間，瑪莉哥德因為天龍人的一時興起，被迫吃下惡魔果實而成為能力者。對兩位姊姊非常坦率誠實，個性也很善良，經常關心兩人的內心狀況。
動物系「蛇蛇果實 眼鏡王蛇型態」能力者眼鏡蛇人，能變成眼鏡蛇，或變成半人半眼鏡蛇的形態，頸部可以跟眼鏡蛇一樣向外膨起抵擋對手攻擊，也可以從口中放出劇毒。讓頭髮燃燒，藉此製造以火焰及獠牙攻擊對手的兩頭大蛇。常與桑塔索妮亞之間的聯手攻擊，兩人擅長運用「蛇蛇果實」能力與霸氣混合在一起的戰術。能輕易以「武裝色」擋住魯夫的一般招式。
魯夫誤闖女人島，以及用無禮言語冒犯漢考克，被下令處以「武武」極刑；她與二姐桑塔索妮雅因而被派上鬥技場對魯夫公開處刑。戰鬥初期，兩姐妹憑著霸氣和惡魔果實能力佔得壓倒性優勢；瑪莉哥德多次憑武裝色霸氣擋下了魯夫的攻擊，使他陷於苦戰。此後，魯夫使出了「二檔」擊破瑪莉哥德的防禦，最後還被他以「橡膠JET槍亂打」擊敗。
「頂點戰爭」結束兩年後，瑪莉哥德陪同兩位姊姊和雛菊為魯夫辭行。
名字「瑪莉哥德」源自英語，意即萬壽菊（花名）。形象参考自戈尔贡三姐妹里的大姐斯忒诺和亚马逊女王希波吕忒。

蘭（Ran）
聲優：莊司宇芽香（日本）；汪世瑋（台灣）；石梓晴（香港）
生日：11月24日，星座：射手座，出身地：亞馬遜•百合。
九蛇海賊團的船員兼弓箭高手，性格穩重的短髮女子，聰明地應對與海軍的交涉，偶爾還會溫柔地為年輕女孩解惑，是女人島的人們不可獲缺的大姐姐角色。曾在「蛇姬」洗澡時向族中小孩說出「蛇髮魔女三姐妹」的傳說。
名字原意為蘭花（花名）。
龍膽（Rindo）
聲優：佐藤聰美（日本）；詹雅菁（台灣）；周文瑛（香港）
生日：9月16日，星座：處女座，出身地：亞馬遜•百合。
九蛇海賊團的成員，職位是狙擊手，會使用最愛的火箭筒打倒敵人，嘴上絕對不會有任何一刻沒叼著菸的老菸槍女海賊。。
名字原意為龍膽（花名）。
黛西（Daisy）
聲優：池田千草（日本）；汪世瑋（台灣）；莊巧兒（香港）
生日：2月15日，星座：水瓶座，出身地：亞馬遜•百合。
九蛇海賊團的成員，最大特徵是毛茸茸的髮型，喜歡遮嘴大笑，常被同伴批其笑聲很低級。
名字源自英語，意即雛菊（花名）。
波斯菊（Cosmos）
聲優：西川宏美（日本）；許淑嬪（台灣）
生日：9月26日，星座：天秤座，出身地：亞馬遜•百合。
九蛇海賊團的成員，口頭禪的胖女子。任何時候都會以笑臉迎人，體型放眼九蛇海賊團當中算相當巨大，面對來迎接漢考克的海軍也絲毫不畏懼，以堅毅態度應對。
名字源自英語，意即波斯菊（花名）。
紫扇（Blue Fan）
聲優：伊藤加奈惠（日本）；錢欣郁（台灣）
生日：7月11日，星座：巨蟹座，出身地：亞馬遜•百合。
九蛇海賊團的成員，個頭較小的女子。膽量很大，曾經嚴厲地批評前來女人島的海軍是「沒品的生物！」。
名字源自英語，意即紫扇花（花名）。
棣棠
聲優：吉原夏樹（日本）；汪世瑋（台灣）
九蛇海賊團的成員，飼養著一隻小貓。
名字源自英語，意即棣棠花（花名）。
遊蛇（Yuda）
生日：12月7日，星座：射手座，出身地：亞馬遜•百合。
兩條兇猛的毒海蛇，負責牽引九蛇海賊團的海盜船。由於牠們懷有劇毒，「無風帶」中的海王類都不敢攻擊。牠們也負責運送「蛇姬」上下船。
芭秋菈（Bacura）
生日：11月29日，星座：射手座，出身地：亞馬遜•百合。
「九蛇族」的皇帝代代飼養的兇猛黑豹，專門用來處刑的肉食獸，漢考克聲稱被凡是芭秋菈處刑過的犯人，絕對不會留下任何一根骨頭。牠被放上競技台後本來要吃掉魯夫，卻被魯夫一拳打飛。
名字的由來是取自巴希拉，森林王子中的黑豹。

### 九蛇戰士
雛菊（Marguerite）
聲優：淺野真澄（日本）；錢欣郁（台灣）；王惠珠（香港）
年齡：16歲→18歲，生日：4月9日，身高：178公分，血型：F型，星座：白羊座，出身地：亞馬遜•百合，喜歡的食物：煎餃，霸氣：武裝色。
九蛇護國戰士，後來成為九蛇海賊團的成員。特徵是微翹的金髮，綁在大腿後方的箭筒。
與香豌豆和雅菲蘭朵拉一同到叢林狩獵時發現長滿香菇的魯夫，後將他送進村子治理。在魯夫被囚在牢獄期間為他造了新的衣服，還特別替它加上「性感的花邊」，可是魯夫卻很不滿意這裝飾。似乎很喜歡魯夫，並且對魯夫縫在胯下的「袋子」裝著的東西很感好奇，還多次問他「可不可以拿下來看看」。後來魯夫越獄，因想拿回藏在舊褲子的「生命紙」，故逃跑時一併把雛菊帶走了。在逃至叢林期間，她瞭解到魯夫前來島上的前因後果，遂幫助他把新衣上的花邊拆掉，待他可以盡快回到船員身邊；後又拯救了掉海遇溺的他。眼見魯夫快要被「蛇姬」處死，雛菊冒死站出來維護他，並欲獨力承擔「讓男人進入國家」的責任；後與香豌豆和雅菲蘭朵拉一同被「蛇姬」以「迷戀甘風」石化；到最後因「蛇姬」被魯夫的求情所感動才得以解除。在魯夫離開女人島的時候，他親自向雛菊道謝，並承諾下次會帶同夥伴再次到訪。
「頂點戰爭」發生的兩年後，雛菊隨同「九蛇海賊團」前往護送魯夫前往夏波帝諸島，還在船上窺看他的夥伴；意味她有可能已加入「九蛇海賊團」。
名字源自英語，意即木茼蒿的英名（花名） 。
最初作者原預訂將雛菊設定為「貓貓果實」能力者（可以變身為黑貓），但因為女人島的居民比較相信惡魔和魔女的詛咒這個說法而變更為非能力者。
香豌豆（Sweet Pea）
聲優：松本和香子（日本）；孫中台（台灣）；周恩恩（香港）
生日：1月14日，星座：摩羯座，出身地：亞馬遜•百合。
九蛇護國戰士，後來成為九蛇海賊團的成員。身材壯碩的女性，說話語尾總會加上「OO之卷」。與雛菊和雅菲蘭朵拉一同到叢林狩獵時發現長滿香菇的魯夫，後將他送進村子治理。在魯夫昏睡期間偷偷戴上了他的草帽，但被他發現後瞬間被奪回了。替欲獨力承擔「讓男人進入國家」責任的雛菊向「蛇姬」辯解；後與雛菊和雅菲蘭朵拉一同被「蛇姬」以「迷戀甘風」石化；到最後因「蛇姬」被魯夫的求情所感動才得以解除。在宴會中還模仿魯夫把筷子插在鼻孔、並且拿起竹簍跳舞的動作。
「頂點戰爭」發生的兩年後，香豌豆隨同「九蛇海賊團」前往夏波帝諸島，還在船上窺看他的夥伴，並認為那全是「未見過的生物」；意味她有可能已加入加入「九蛇海賊團」。
名字源自英語，意即香豌豆（花名）。
雅菲蘭朵拉（Aphelandra）
聲優：粗忽屋武蔵野店（日本）；汪世瑋（台灣）；鄧潔麗（香港）
生日：8月1日，星座：獅子座，出身地：亞馬遜•百合。
九蛇護國戰士，後來成為九蛇海賊團的成員。長捲髮，個子非常高大（超過2公尺），一般人身高只到她的大腿，頭上戴著一頂有「九蛇」標誌的圓邊帽子，實力在亞馬遜百合數一數二，但個性慢條斯理。雛菊和香豌豆一同到叢林狩獵時發現長滿香菇的魯夫，後將他送進村子治理。替欲獨力承擔「讓男人進入國家」責任的雛菊向「蛇姬」辯解，後與香豌豆和雛菊一同被「蛇姬」以「迷戀甘風」石化；到最後因「蛇姬」被魯夫的求情所感動才得以解除。
「頂點戰爭」發生的兩年後，雅菲蘭朵拉隨同「九蛇海賊團」前往夏波帝諸島，還在船上窺看他的夥伴，並認為那全是「未見過的生物」；意味她有可能已加入加入「九蛇海賊團」。
名字源自英語，意即金脈單藥花（花名）。
桔梗（Kikyo）
聲優：粗忽屋所澤店（日本）；許淑嬪（台灣）；姜嘉蕾（香港）
生日：7月27日，星座：獅子座，出身地：亞馬遜•百合。
九蛇護國戰士隊長。豎著很高的黑色馬尾，有著修長鳳眼的冷豔女子，堅守女人島「不讓任何男人進入」的百年規則。對部下非常嚴格，但在雛菊、香豌豆、雅菲蘭朵拉被漢考克用能力石化後，非常擔心他們的安危。對魯夫把筷子插進鼻孔跳舞的舉動相當在意，認為非常沒品，甚至吐嘈跟著模仿魯夫這動作的其他人。
名字原意為桔梗（花名）。
尼潤（Nerine）
聲優：日比愛子（日本）；許淑嬪（台灣）；羅婉楓（香港）
生日：12月15日，星座：射手座，出身地：亞馬遜•百合。
九蛇護國戰士。是個筆記狂，無時無刻不帶著筆記本記錄有趣的事，對男人的生態倍感興趣，隨時都在紀錄相關資料，觀察到的男生生態基準是魯夫，因此都是錯誤的認知。魯夫化解與波雅·漢考克的誤會後，在宴會中因為是男人而大受居民們的歡迎，她藉機做起「男人摸一次20蛇髮」的生意。
名字源自英語，意即石蒜（植物名）。

### 九蛇族民
貝拉多納（Belladonna）
聲優：中友子（日本）；汪世瑋（台灣）；曾月娥（香港）
生日：10月26日，星座：天蠍座，出身地：亞馬遜百合。
亞馬遜百合的醫生。繫有綠色頭巾，也喜歡將眼鏡掛在額頭上。放火燒掉寄宿在魯夫身上的磨菇的根。
名字源自英語，意即莨菪（植物名）。
金雀花（Enishida）
聲優：粗忽屋東京店（日本）；許淑嬪（台灣）
生日：2月24日，星座：雙魚座，出身地：亞馬遜百合。
蛇姬的侍女，為她在九蛇城內打點一切雜務，包括接收國民送來的禮物。她曾隱瞞魯夫闖進女人島的消息，佯稱護國戰士們去了叢林捕殺一頭「非常兇殘的猴子」。
名字源自英語，意即金雀花（花名）。
波比（poppy）
聲優：池田千草（日本）；許淑嬪（台灣）
生日：5月17日，星座：金牛座，出身地：亞馬遜百合。
在亞馬遜百合的競技場上被班琪一拳KO的格鬥家。當時的賠率是2.6倍，觀眾們總共壓了她1000蛇髮。
名字源自英語，意即罌粟（花名）。
班琪（Pansy）
聲優：西川宏美（日本）；汪世瑋（台灣）
生日：7月20日，星座：巨蟹座，出身地：亞馬遜百合。
在亞馬遜百合的競技場上和波比對打的巨無霸格鬥家。賠率是1.1倍，受觀眾下注1500蛇髮，並且為她們取得勝利。
名字源自英語，意即大花三色堇（花名）。
熊貓女人美（Pandawoman）
生日：2月29日，星座：雙魚座，出身地：亞馬遜百合。
有一頭黑髮之熊貓人的心愛女人。曾在鬥技場邊上觀戰，也曾受漢考克命令幫魯夫煮菜，在女人島上神出鬼沒！